# 余鳳鳴
余鳳鳴（15世紀—16世紀），字應和，湖廣荊州府夷陵州宜都縣人，明朝政治人物。

## 生平
余鳳鳴是正德五年（1510年）庚午科湖廣鄉試舉人，授崇寧知縣，救荒剿賊有功，本獲上級推薦，但被吏議所阻，改任棲霞知縣，因病辭官。

## 引用
1. 1 2  同治《宜都縣志·卷四上·人物列傳第一》：余鳳鳴，字應和，正德庚午舉人，任崇明【崇寧】知縣，救荒勦賊，撫按薦其有功，為吏議所沮，除山東棲霞知縣，引疾歸。